# Chaetodon burgessi
Chaetodon burgessi es una especie de pez marino del género Chaetodon, familia Chaetodontidae. 
Su nombre común en inglés es Burgess' Butterflyfish, o pez mariposa de Burgess. Habita aguas profundas y, generalmente, es poco común, aunque su población es estable.

## Morfología
Posee la morfología típica de su familia, cuerpo ovalado y comprimido lateralmente. Su coloración es de blanco a amarillo pálido, con una franja negra vertical que atraviesa el ojo, otra, también negra, desde el límite de la cabeza hasta delante de la base de la aleta pectoral. La parte superior trasera del cuerpo, en diagonal, desde la tercera espina dorsal hasta la mitad de la aleta anal, es negra. Tanto la aleta dorsal, como la anal están ribeteadas en blanco. La aleta caudal es transparente, o con la parte anterior amarillenta. Las aletas pectorales son transparentes y las pélvicas son amarillas.
Tiene 13 espinas dorsales, entre 18 y 19 radios blandos dorsales, 3 espinas anales, y entre 15 y 16 radios blandos anales.
Alcanza hasta 14 cm de longitud.

## Alimentación
Se alimenta principalmente de pequeños invertebrados marinos.

## Reproducción
Son dioicos, o de sexos separados, ovíparos, y de fertilización externa. El desove sucede antes del anochecer. Forman parejas durante el ciclo reproductivo, pero no protegen sus huevos y crías después del desove.

## Hábitat
Es un pez costero, y asociado a los arrecifes. Habitan simas escarpadas de arrecifes exteriores, con crecimiento de gorgonias y coral negro.
Su rango de profundidad está entre 20 y 80 metros, aunque se han reportado localizaciones mucho más superficiales a 8 m.

## Distribución geográfica
Se distribuye desde el este del Índico hasta Tonga, en el Pacífico. Se han reportado poblaciones en las islas Marshall y en las islas Gilbert (Kiribati), pero son consideradas híbridas con otra especie emparentada.
Es especie nativa de Australia; China (Taiwán); Filipinas; Indonesia; Malasia; Micronesia; Palaos; Papúa Nueva Guinea; islas Salomón y Tonga.